# Sestao Sport Club
Maillots
Le Sestao Sport Club est un club de football espagnol créé en 1916 et disparu en 1996.

## Historique
Le Sestao Sport Club évolue pendant 17 saisons en deuxième division au cours de son histoire : lors de la saison 1939-1940, puis de 1954 à 1961, ensuite de 1985 à 1993, et enfin lors de la saison 1995-1996.
Le club atteint les seizièmes de finale de la Copa del Rey à trois reprises en 1961, 1988 et 1989.
Après la saison 1995-1996, le club est dissous à la suite de difficultés financières,.
Le Sestao River Club qui lui succède repart alors en division régionale.

## Saison par saison
| Saison    | Division         | Place | Coupe du Roi    |
| --------- | ---------------- | ----- | --------------- |
| 1929-1930 | Tercera División | 5e    | -               |
| 1930-1931 | Tercera División | 5e    | -               |
| 1939-1940 | Segunda División | 4e    | -               |
| 1940-1941 | Tercera División | 2e    | -               |
| 1943-1944 | Tercera División | 5e    | 3e tour prélim. |
| 1944-1945 | Tercera División | 6e    | -               |
| 1945-1946 | Tercera División | 2e    | -               |
| 1946-1947 | Tercera División | 9e    | -               |
| 1947-1948 | Tercera División | 6e    | 2e tour         |
| 1948-1949 | Tercera División | 7e    | 1er tour        |
| 1949-1950 | Tercera División | 7e    | -               |
| 1950-1951 | Tercera División | 9e    | -               |
| 1951-1952 | Tercera División | 10e   | -               |
| 1952-1953 | Tercera División | 2e    | -               |
| 1953-1954 | Tercera División | 1er   | -               |
| 1954-1955 | Segunda División | 14e   | -               |
| 1955-1956 | Segunda División | 15e   | -               |
| 1956-1957 | Segunda División | 14e   | -               |
| 1957-1958 | Segunda División | 10e   | -               |
| 1958-1959 | Segunda División | 8e    | 1er tour        |
| 1959-1960 | Segunda División | 14e   | 1er tour        |
| 1960-1961 | Segunda División | 14e   | 16e de finale   |
| 1961-1962 | Tercera División | 5e    | -               |
| 1962-1963 | Tercera División | 5e    | -               |
| 1963-1964 | Tercera División | 6e    | -               |
| 1964-1965 | Tercera División | 2e    | -               |
| 1965-1966 | Tercera División | 4e    | -               |
| 1966-1967 | Tercera División | 2e    | -               |
| 1967-1968 | Tercera División | 5e    | -               |

| Saison    | Division           | Place | Coupe du Roi  |
| --------- | ------------------ | ----- | ------------- |
| 1968-1969 | Tercera División   | 6e    | -             |
| 1969-1970 | Tercera División   | 3e    | 4e tour       |
| 1970-1971 | Tercera División   | 3e    | 2e tour       |
| 1971-1972 | Tercera División   | 2e    | 4e tour       |
| 1972-1973 | Tercera División   | 6e    | 3e tour       |
| 1973-1974 | Tercera División   | 6e    | 1er tour      |
| 1974-1975 | Tercera División   | 6e    | 1er tour      |
| 1975-1976 | Tercera División   | 3e    | 1er tour      |
| 1976-1977 | Tercera División   | 5e    | 2e tour       |
| 1977-1978 | Segunda División B | 17e   | 1er tour      |
| 1978-1979 | Segunda División B | 12e   | 2e tour       |
| 1979-1980 | Segunda División B | 7e    | 1er tour      |
| 1980-1981 | Segunda División B | 10e   | 2e tour       |
| 1981-1982 | Segunda División B | 4e    | 1er tour      |
| 1982-1983 | Segunda División B | 4e    | 2e tour       |
| 1983-1984 | Segunda División B | 6e    | 1er tour      |
| 1984-1985 | Segunda División B | 1er   | 4e tour       |
| 1985-1986 | Segunda División   | 10e   | 1er tour      |
| 1986-1987 | Segunda División   | 6e    | 2e tour       |
| 1987-1988 | Segunda División   | 10e   | 16e de finale |
| 1988-1989 | Segunda División   | 8e    | 16e de finale |
| 1989-1990 | Segunda División   | 11e   | 2e tour       |
| 1990-1991 | Segunda División   | 8e    | 3e tour       |
| 1991-1992 | Segunda División   | 17e   | 4e tour       |
| 1992-1993 | Segunda División   | 19e   | 3e tour       |
| 1993-1994 | Segunda División B | 2e    | 2e tour       |
| 1994-1995 | Segunda División B | 3e    | 4e tour       |
| 1995-1996 | Segunda División   | 17e   | 1er tour      |

- 17 saisons en Segunda División (D2)
- 40 saisons en Tercera División[4] puis Segunda División B (D3)

## Palmarès
- Coupe de la ligue de Seconde Division - Groupe 1 : 1985